# ورزش در امارات متحده عربی
ورزش در امارات متحده عربی به‌طور گسترده توسط مردم امارات انجام می‌شود. فوتبال محبوب‌ترین ورزش در امارات است. از جمله دستاوردهای قابل توجه ورزشی امارات، لیگ قهرمانان آسیا ۲۰۰۲–۰۳ توسط العین باشگاه است که در لیگ قهرمانان آسیا ۲۰۰۵ به مقام دوم رسید. امارات برای اولین بار و تنها بار در سال ۱۹۹۰ در جام جهانی فیفا صعود کرد.

## فوتبال
فوتبال محبوب‌ترین ورزش در امارات است. اتحادیه فوتبال امارات متحده عربی برای اولین بار در سال ۱۹۷۱ تأسیس شد و از آن زمان زمان و تلاش خود را برای تبلیغ بازی، سازماندهی برنامه‌های جوانان و بهبود توانایی‌های نه تنها بازیکنان خود بلکه مسئولان و مربیان درگیر با تیم‌های منطقه ای خود اختصاص داده‌است. تیم ملی فوتبال امارات در مسابقات جام جهانی فیفا در سال ۱۹۹۰ با مصر صعود کرد. این سومین جام جهانی متوالی بود که دو کشور عرب پس از کویت و الجزایر در سال ۱۹۸۲ و عراق و الجزایر دوباره در سال ۱۹۸۶ صعود کردند.

## کریکت

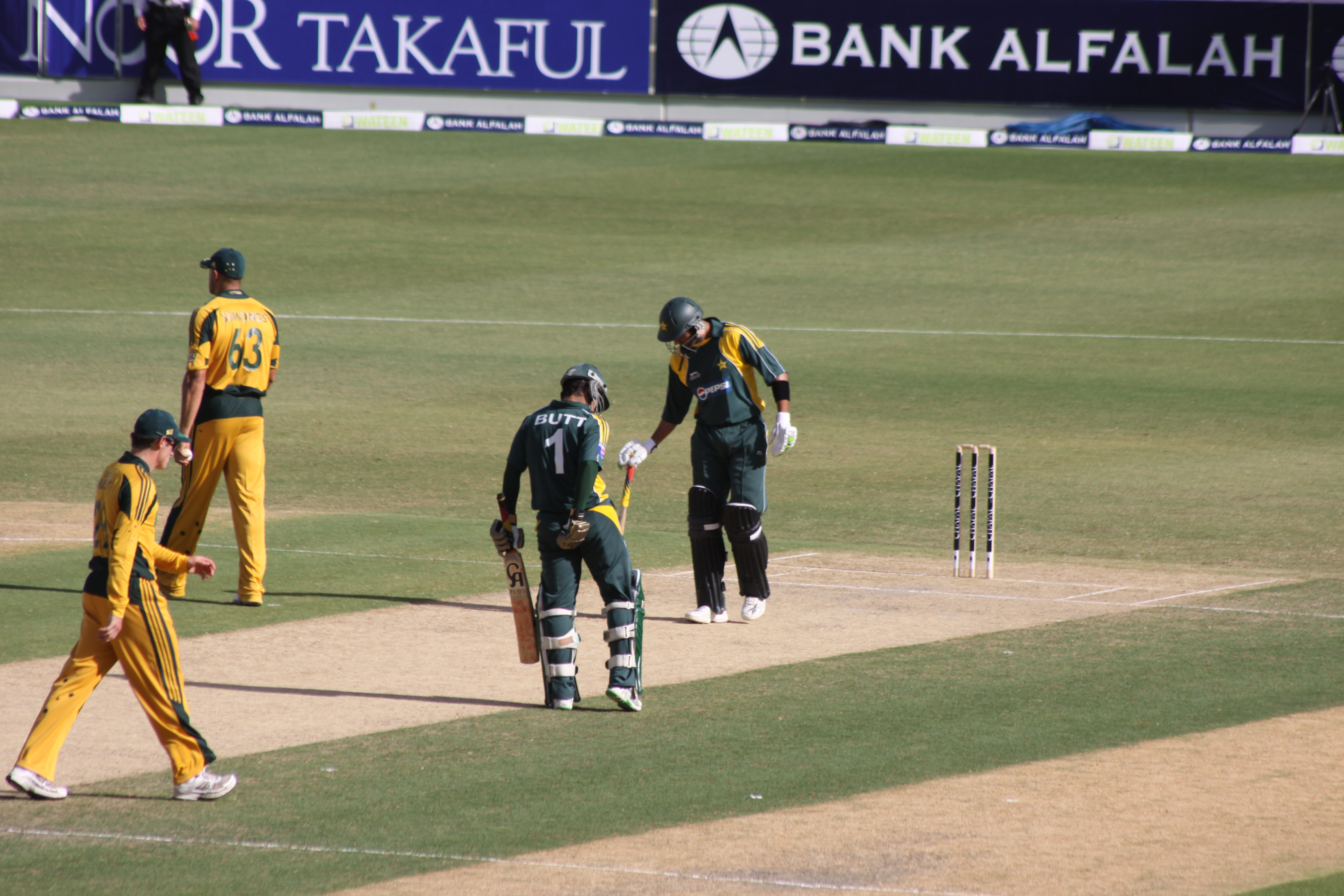
مسابقه کریکت بین تیم استرالیا و پاکستان در دوبی.

کریکت دومین ورزش محبوب در امارات متحده عربی است که عمدتاً به دلیل جمعیت مهاجران جنوب آسیا است. استادیوم‌های کریکت زیادی در کشور وجود دارد که از محبوب‌ترین آنها استادیوم انجمن کریکت شارجه، استادیوم شیخ زاید، ورزشگاه الجزیره محمد بن زاید، آژمان اوال و استادیوم بین‌المللی کریکت دبی است. دبی همچنین محل برگزاری شورای بین‌المللی کریکت، هیئت مدیره اصلی این ورزش است.

## تنیس
مسابقات تنیس بارکلیز دبی (بخشی از سری مسابقات ATP World 500 در باشگاه هوانوردی، دبی) بزرگتر از همیشه در سال ۲۰۰۰ بود و کمتر از شش بازیکن برتر زن در زمین مرکز حضور داشتند، اولین بار با حضور در تنیس. پسر طلایی، آندره آگاسی، و بازگشت راجر فدرر مشهور، که به دنبال تاج عنوان سوم خود بود، در نتیجه برخی از اقدامات دراماتیک دربار منجر شد. در اقدامی بی‌سابقه، دبی آزاد وظیفه، برگزارکنندگان این مسابقات، تصمیم گرفتند مسابقات آقایان را به هفته اول این رقابت‌ها تغییر دهند تا به این ترتیب از ۲۱ تا ۲۷ فوریه و مسابقات بانوان از ۲۸ فوریه تا ۵ مارس برگزار شود.

## بسکتبال
این کشور میزبان مسابقات جهانی بسکتبال زیر ۱۷ سال ۲۰۱۴ بوده و اولین کشوری است که تاکنون این کار را انجام داده‌است. از نظر صلاحیت در مسابقات مهم بین‌المللی مانند مسابقات قهرمانی آسیا، امارات متحده عربی نیروی اصلی شبه جزیره عربستان است.

## هاکی رو یخ
هاکی روی یخ یک ورزش جزئی در امارات است اما در حال محبوب شدن در امارات است. ر سال ۲۰۱۹، بوردون هدف از ورود به تیم در لیگ هاکی کنتیننتال (KHL) را اعلام کرد که تیم‌هایی از بلاروس، چین، فنلاند، لتونی، قزاقستان، روسیه و اسلواکی را تا سال ۲۰۲۱ درگیر می‌کند. او همچنین قصد داشت تا بازیکنان بیشتری را برای KHL آماده کند. پیش‌بینی می‌شد که یک عرصه یخبندان جدید در ابوظبی افتتاح شود، احتمالاً قبل از پایان سال ۲۰۱۹، با ظرفیت صندلی ۱۷۰۰۰، و آن محل تمام نیازهای KHL را برآورده می‌کند. برنامه تکرار موفقیت اخیر تیم NHL واقع در بیابان‌ها، شوالیه‌های طلایی وگاس بود. بازیکنان KHL و NHL سابق، مانند پاول داتسیوک، سرگئی موزیاکین، الکساندر اوچچکین، به عنوان چشم‌اندازهایی شناخته شدند که ممکن است به افزایش رقابت تیم آینده تیم کمک کند.

## راگبی
امارات متحده عربی میزبان دور هفت شنبه دبی سریال Sevens IRB در جهان است. پیش از این این در دبی راگبی زمین برگزار می‌شد، اما از سال ۲۰۰۸ به بعد در استادیوم جدید The Sevens در جاده دبی - العین برگزار شده‌است.

## وزنه‌برداری
وزنه‌برداری امارات متحده عربی شاهد رقابت‌های زنانه با امنه ال حداد است که برنده جوایز مختلفی می‌شود، و در رقابت‌های مختلف با روسری پوشیده شده‌است.

## سوارکاری

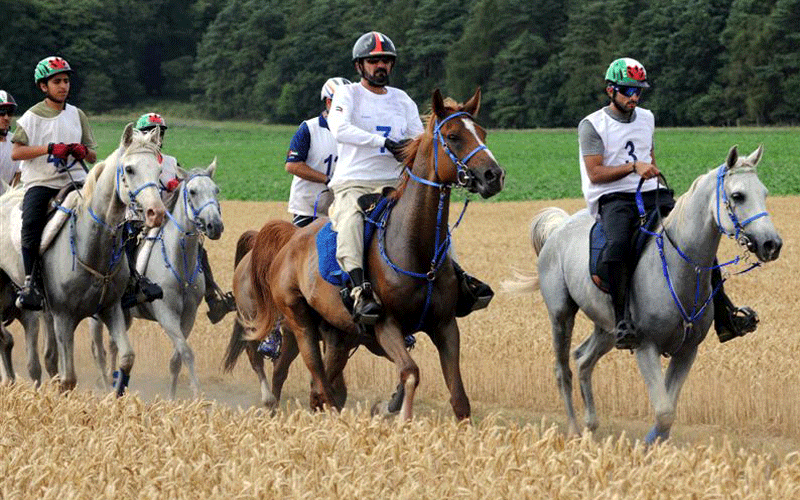
شیخ محمد بن راشد آل مکتوم و شیخ حمدان بن محمد آل مکتوم در حال مسابقه سوارکاری.

سوارکاری یا مسابقه دوام یک ورزش سنتی در امارات است. این مسابقه شامل مسافت‌های طولانی در اسب است. وطن‌پرست امارات شیخ محمد بن رشید آل مکتوم سوار استقامت برتر است. امارات ادعا می‌کند که رهبران جهانی این ورزش است و برای حضور در بازی‌های المپیک تلاش می‌کند. در سطح بالا، اسبها ۱۶۰ را پوشش می‌دهند کیلومتر در روز امارات رکورد سریعترین ۱۶۰ را در اختیار دارد کیلومتر مسابقه در جام روسای جمهور. به تازگی یک موتور سوار امارات برنده مسابقات قهرمانی جهان سوار جوان شد. این ورزش رو به رشد است و فناوری و علم درگیر همواره در حال توسعه است. شهر استقامتی دبی با داشتن بسیاری از محوطه‌های استقامتی در سطح جهانی به‌طور مرتب در این کشور ورزش می‌کند.